# Cauchyův vzorec
Cauchyův vzorec, pojmenovaný po Augustinovi-Louisovi Cauchyovi, je důležitý vztah v komplexní analýze. Vyjadřuje skutečnost, že holomorfní funkce definovaná na nějaké oblasti je i se svými derivacemi zcela určena svými hodnotami na hranici této oblasti. Navíc umožňuje hodnotu holomorfní funkce uvnitř oblasti i všechny její derivace v nějakém bodě spočítat, známe-li hodnoty funkce na hranici. Cauchyův vzorec ukazuje, že v komplexní analýze „diferenciace je ekvivalentní integraci“, což v reálné analýze neplatí.
Nechť U je otevřená podmnožina komplexní roviny C a předpokládejme, že uzavřený disk D je definován jako
{\displaystyle D={\bigl \{}z:|z-z_{0}|\leq r{\bigr \}}}
a je obsažen v U. Nechť f : U → C je holomorfní funkce a nechť γ je kružnice orientovaná proti směru hodinových ručiček, která tvoří hranici D. Pak pro každé a ve vnitřku D
{\displaystyle f(a)={\frac {1}{2\pi i}}\oint _{\gamma }{\frac {f(z)}{z-a}}\,dz.}
Důkaz tohoto tvrzení používá Cauchyovu-Goursatovu větu a jako tato věta vyžaduje pouze, aby f byla komplexně diferencovatelná. Protože převrácená hodnota jmenovatele integrandu Cauchyho vzorce může být rozepsána jako mocninná řada v proměnné (a − z0) - konkrétně když z0 = 0, tak
{\displaystyle {\frac {1}{z-a}}={\frac {1+{\frac {a}{z}}+\left({\frac {a}{z}}\right)^{2}+\cdots }{z}}}
- z toho vyplývá, že holomorfní funkce jsou analytické, tj. mohou být psány jako konvergentní mocninné řady. Takže f je nekonečně diferencovatelná a
{\displaystyle f^{(n)}(a)={\frac {n!}{2\pi i}}\oint _{\gamma }{\frac {f(z)}{\left(z-a\right)^{n+1}}}\,dz.}
Tento vzorec je někdy označován jako Cauchyův diferenciační vzorec.
Výše uvedená věta může být zobecněna. Kruh γ může být nahrazen jakoukoli uzavřenou rektifikovatelnou křivkou v U, která jednou obtáčí bod a. Navíc stačí požadovat, aby f byla holomorfní v otevřené oblasti ohraničené cestou a spojitá na jejím uzávěru.
Ne každá spojitá funkce na hranici ovšem může být použita k vytvoření holomorfní funkce uvnitř této hranice, která odpovídá dané hraniční funkci.